# القطامي التغلبي
أبو سعيد عمرو بن شُييم بن عمرو بن عبَّاد التغلبي المشهور بالقطامي التغلبي من شعراء قبيلة تغلب في الإسلام من أهل الجزيرة جعله ابن سلام الجمحي في الطبقة الثانية من طبقات شعراء الإسلام وقال: «كان القطامي شاعراً فحلاً رقيق الحواشي حلو الشعر والأخطل أبعد منه ذكراً وأمتن شعراً، وكان زفر بن الحارث الكلابي أسره في الحرب التي كانت بينهم وبين تغلب، فمن عليه وأعطاه مئة من الإبل ورد عليه ماله». فقال القطامي يمدح زفر بن الحارث: